# 4U 0614+091

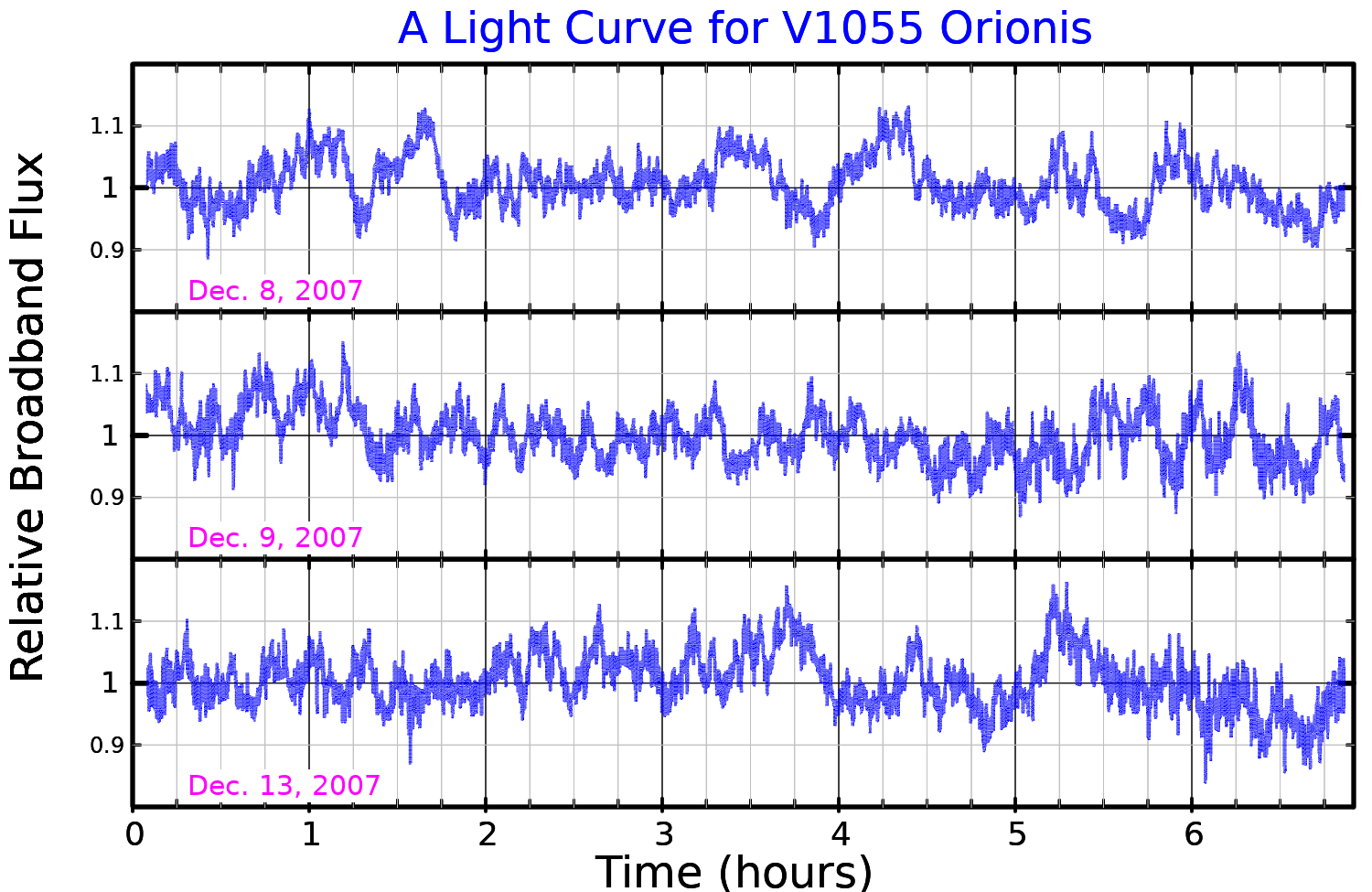
Lichtkromme van 4U 0614+091

4U 0614+091 is een röntgendubbelster bestaande uit een neutronenster en een witte dwerg in het sterrenbeeld Orion op een afstand van 10.000 lichtjaar van de Aarde. Beide componenten draaien in ongeveer 50 minuten om hun massamiddelpunt en wel zo dicht bij elkaar dat massa van de witte dwerg overvloeit naar de neutronenster.
In de röntgenstraling die de dubbelster bij de massaoverdracht uitzendt, is het spectrum van zuurstof waargenomen. Deze "voetafdruk" is echter wel vervormd door de extreme zwaartekracht die heerst in en rond een neutronenster. De waarnemingen vonden plaats met behulp van de door het SRON ontwikkelde reflectietraliespectrometer aan boord van ESA's ruimtetelescoop XMM-Newton.